# Godiva quadricolor
Godiva quadricolor es una especie de babosa de mar, un nudibranquio marino (gasterópodo sin concha) de la familia Facelinidae.

## Distribución
Esta especie fue descrita en St. James, Bahía Falsa, Sudáfrica. Se encuentra en la costa sudafricana de la Península de Cabo hasta el este de Londres, en torno a los 20 m de profundidad. También ha sido encontrada en el Mediterráneo, en Australia occidental y oeste se África.

## Descripción
Godiva quadricolor es un ejemplar esbelto de cuerpo pálido con numerosos tentáculos tachados que entremezclan colores azule, amarillo y naranja. Su cabeza es naranja con rinóforos rugosos y naranjas. Posee un par de tentáculos bucales naranjas con una raya central blanca.
Los especímenes de Australia Occidental difieren significativamente en color y es posible que puedan representar otra especie.

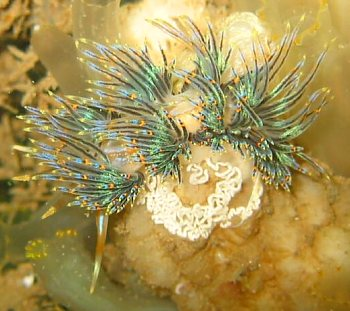
Godiva Cf. quadricolor poniendo huevos, Río de Cisne, Australia Occidental.

## Ecología
Godiva quadricolor se alimenta de hydroids y de otros nudibranquios.
Sus puestas de huevos consisten en una masa globular blanca en forma de zigzag.